# Ишмуратов, Гумер Юсупович
Гумер Юсупович Ишмуратов (род. 28 сентября 1951 года, Октябрьский, БашАССР) — учёный-химик, лауреат премии имени А. Н. Несмеянова (1999).

## Биография
Родился 28 сентября 1951 года в городе Октябрьский, БашАССР.
В 1974 году — закончил Башкирский государственный университет (ныне Уфимский университет науки и технологий).
С 1975 года и по настоящее время — работает в Институте органической химии УНЦ РАН, где прошел путь от инженера до заведующего лабораторией (с 1995 года).
В 1983 году — защитил кандидатскую диссертацию, тема: «Синтез феромонов насекомых на основе олигомеров и соолигомеров бутадиена».
В 1993 году — защитил докторскую диссертацию, тема: «Синтез феромонов насекомых и ювеноидов на основе продуктов органического синтеза и природных соединений».
В 1997 году — присвоено учёное звание профессора.
С 2008 года также преподает в БГУ (ныне Уфимский университет науки и технологий).

## Научная и общественная деятельность
Научные труды посвящены исследованиям в области направленного синтеза низкомолекулярных биорегуляторов насекомых на основе продуктов органического синтеза и природных соединений, созданию их препаративных форм.
Разработал методы синтеза феромонов более 60 видов насекомых, ювеноидов гидропрена и метопрена, ряда ингибиторов биосинтеза хитина.
Под его руководством созданы препараты на основе синтетически метаболитов медоносной пчелы для пчеловодства (оздоровление, регулирование поведения и жизнедеятельности пчёл) и ветеринарии.
Под его руководством защищено 17 кандидатских диссертаций.
Автор свыше 400 научных трудов, 45 изобретений.

### Сочинения
- Семиохемики и регуляторы роста и развития насекомых и клещей в защите зерна и продуктов его переработки. Уфа, 2005 (соавт.)
- Монотерпеноиды в химии оптически активных феромонов насекомых. М., 2012 (соавт.)

## Награды
- Медаль ордена «За заслуги перед Отечеством» II степени (26 января 2023 года) — за вклад в развитие науки и многолетнюю добросовестную работу[1]
- Заслуженный деятель науки РФ (2013)
- Заслуженный деятель науки Республики Башкортостан (2003)
- Премия имени А. Н. Несмеянова (за 1999 год, совместно с Г. А. Толстиковым, А. В. Кучиным) — за работу «Алюминийорганический синтез»
- Серебряная медаль ВДНХ СССР (1985)